# 巴列塔主教座堂

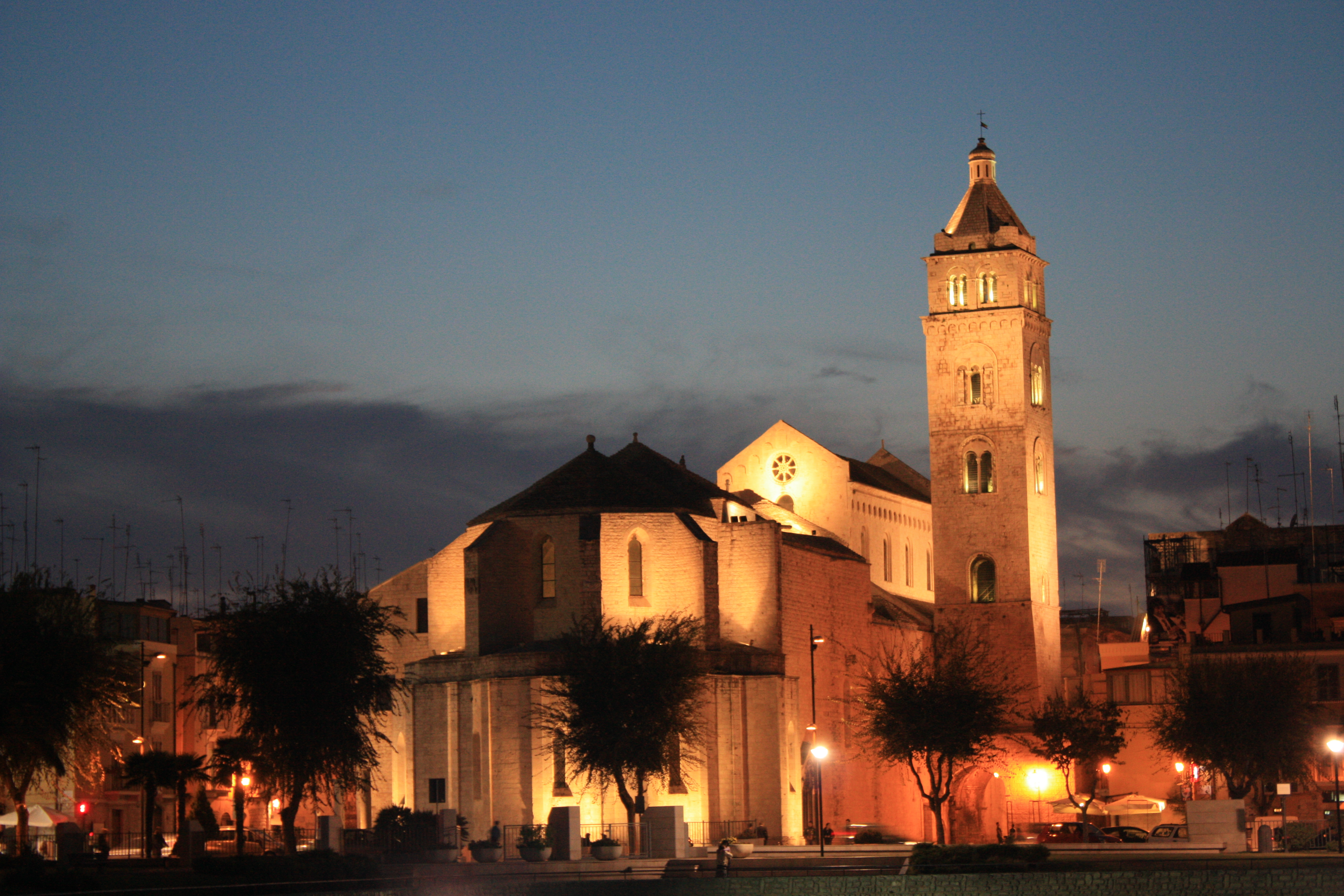

巴列塔主教座堂 (義大利語：Duomo di Barletta, Concattedrale di Santa Maria Maggiore) 是一座罗马天主教的主教座堂，曾是巴列塔和拿撒勒总教区的主教座堂，目前是天主教特拉尼-巴列塔-毕斯塞格列总教区的一座共主教座堂，位于意大利南部普利亚大区的巴列塔。它以两种不同的风格--罗马式和哥特式,建造，建于12-14世纪。

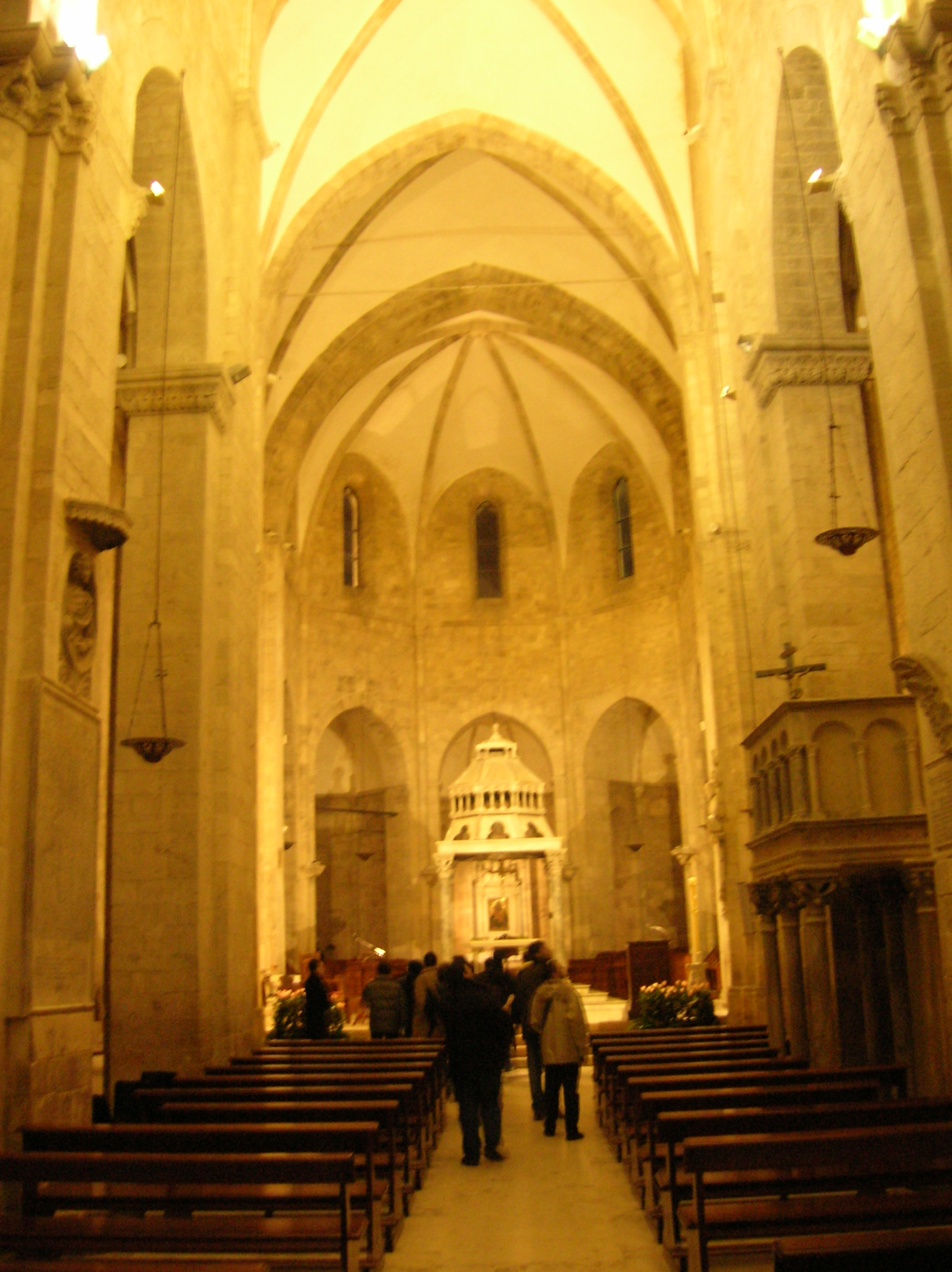
内景

## 历史
该堂的所在地原为建于公元前4世纪末至公元前3世纪初的供奉海神的古代神庙。公元6世纪，在此建造了第一座基督教堂，位于现在教堂下方5米处。

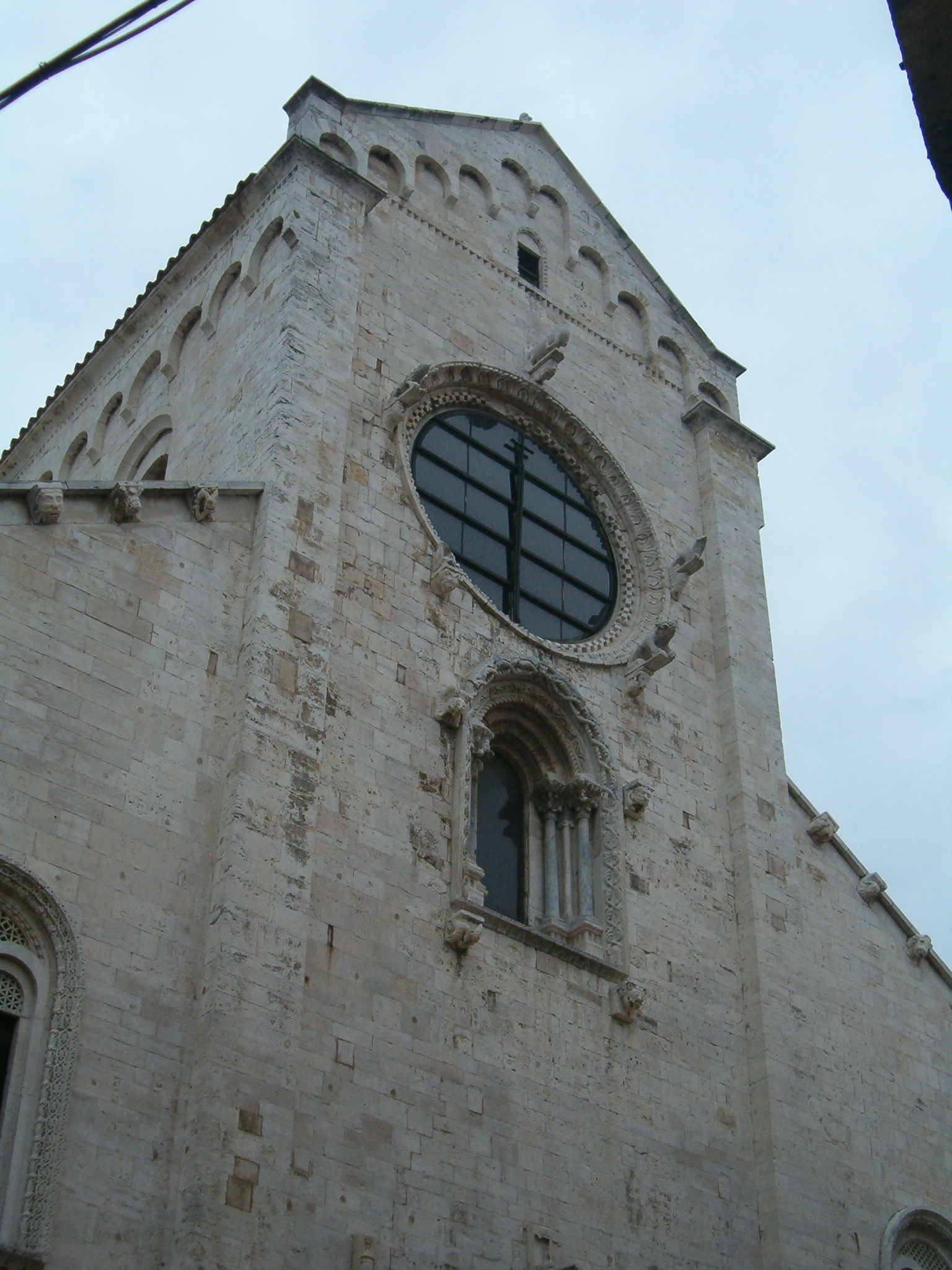
主立面的细节